# Voetbalelftal van Servië en Montenegro in 2003
Het voetbalelftal van Servië en Montenegro speelde tien officiële interlands in het jaar 2003, waaronder zes duels in de kwalificatiereeks voor het EK voetbal 2004 in Portugal. De selectie van Klein-Joegoslavië stond onder leiding van oud-international Dejan Savićević, die opstapte na de 2-1 nederlaag tegen Azerbeidzjan op 11 juni en werd opgevolgd door Ilija Petković. Op de FIFA-wereldranglijst zakte Servië en Montenegro in 2003 van de 19de (januari 2003) naar de 41ste plaats (december 2003).

## Balans
| Wedstrijden | Wedstrijden | Wedstrijden | Wedstrijden | Doelpunten | Doelpunten | Doelpunten | Punten |
| Gespeeld    | Winst       | Gelijk      | Verlies     | Voor       | Tegen      | Saldo      | Punten |
| ----------- | ----------- | ----------- | ----------- | ---------- | ---------- | ---------- | ------ |
| 10          | 2           | 2           | 6           | 13         | 19         | –6         | 0.600  |

## Interlands
|                                                                |                                                 |       |                                         |                                                                                       |
| 12 februari EK-kwalificatie № 606 «onderlinge duels» 15:30 uur | Servië en M.                                    | 2 – 2 | Azerbeidzjan                            | Stadion Pod Goricom, Podgorica Toeschouwers: 7.500 Scheidsrechter: Jacek Granat (POL) |
| 12 februari EK-kwalificatie № 606 «onderlinge duels» 15:30 uur | Predrag Mijatović 33' (pen.) Nikola Lazetić 52' |       | 57' Qurban Qurbanov 78' Qurban Qurbanov | Stadion Pod Goricom, Podgorica Toeschouwers: 7.500 Scheidsrechter: Jacek Granat (POL) |

|                                                               |                     |       |                                           |                                                                                      |
| 27 maart Vriendschappelijk № 607 «onderlinge duels» 15:15 uur | Servië en M.        | 1 – 2 | Bulgarije                                 | Stadion Mladost, Kruševac Toeschouwers: 10.000 Scheidsrechter: Sašo Lazarevski (MKD) |
| 27 maart Vriendschappelijk № 607 «onderlinge duels» 15:15 uur | Darko Kovačević 29' |       | 13' Stilijan Petrov 56' Svetoslav Todorov | Stadion Mladost, Kruševac Toeschouwers: 10.000 Scheidsrechter: Sašo Lazarevski (MKD) |

|                                                               |                    |       |              |                                                                                    |
| 30 april Vriendschappelijk № 608 «onderlinge duels» 20:40 uur | Duitsland          | 1 – 0 | Servië en M. | Weserstadion, Bremen Toeschouwers: 22.000 Scheidsrechter: Frank De Bleeckere (BEL) |
| 30 april Vriendschappelijk № 608 «onderlinge duels» 20:40 uur | Sebastian Kehl 60' |       |              | Weserstadion, Bremen Toeschouwers: 22.000 Scheidsrechter: Frank De Bleeckere (BEL) |

|                                                             |                                 |       |                     |                                                                                     |
| 3 juni Vriendschappelijk № 609 «onderlinge duels» 20:00 uur | Engeland                        | 2 – 1 | Servië en M.        | Walkers Stadium, Leicester Toeschouwers: 30.900 Scheidsrechter: Paul Allaerts (BEL) |
| 3 juni Vriendschappelijk № 609 «onderlinge duels» 20:00 uur | Steven Gerrard 35' Joe Cole 82' |       | 45' Nenad Jestrović | Walkers Stadium, Leicester Toeschouwers: 30.900 Scheidsrechter: Paul Allaerts (BEL) |

|                                                           |                                                       |       |              |                                                                                    |
| 7 juni EK-kwalificatie № 610 «onderlinge duels» 19:00 uur | Finland                                               | 3 – 0 | Servië en M. | Olympiastadion, Helsinki Toeschouwers: 17.343 Scheidsrechter: Claude Colombo (FRA) |
| 7 juni EK-kwalificatie № 610 «onderlinge duels» 19:00 uur | Sami Hyypiä 19' Joonas Kolkka 45' Mikael Forssell 56' |       |              | Olympiastadion, Helsinki Toeschouwers: 17.343 Scheidsrechter: Claude Colombo (FRA) |

|                                                            |                                                   |       |                     |                                                                            |
| 11 juni EK-kwalificatie № 611 «onderlinge duels» 19:00 uur | Azerbeidzjan                                      | 2 – 1 | Servië en M.        | Şəfa Stadionu, Bakoe Toeschouwers: 5.000 Scheidsrechter: Knud Fisker (DEN) |
| 11 juni EK-kwalificatie № 611 «onderlinge duels» 19:00 uur | Qurban Qurbanov 88' (pen.) Fərrux İsmayılov 90+2' |       | 27' Branko Bošković | Şəfa Stadionu, Bakoe Toeschouwers: 5.000 Scheidsrechter: Knud Fisker (DEN) |

|                                                                |                       |       |       |                                                                                 |
| 20 augustus EK-kwalificatie № 612 «onderlinge duels» 16:30 uur | Servië en M.          | 1 – 0 | Wales | Crvena Zvezda, Belgrado Toeschouwers: 30.000 Scheidsrechter: Anders Frisk (SWE) |
| 20 augustus EK-kwalificatie № 612 «onderlinge duels» 16:30 uur | Dragan Mladenović 73' |       |       | Crvena Zvezda, Belgrado Toeschouwers: 30.000 Scheidsrechter: Anders Frisk (SWE) |

|                                                                 |               |       |                     |                                                                                        |
| 10 september EK-kwalificatie № 613 «onderlinge duels» 20:45 uur | Servië en M.  | 1 – 1 | Italië              | Stadion Crvene Zvezde, Belgrado Toeschouwers: 30.000 Scheidsrechter: Alain Hamer (LUX) |
| 10 september EK-kwalificatie № 613 «onderlinge duels» 20:45 uur | Saša Ilić 82' |       | 22' Filippo Inzaghi | Stadion Crvene Zvezde, Belgrado Toeschouwers: 30.000 Scheidsrechter: Alain Hamer (LUX) |

|                                                               |                                             |       |                                                          |                                                                                       |
| 11 oktober EK-kwalificatie № 614 «onderlinge duels» 19:45 uur | Wales                                       | 2 – 3 | Servië en M.                                             | Millennium Stadium, Cardiff Toeschouwers: 72.500 Scheidsrechter: Fritz Stuchlik (AUT) |
| 11 oktober EK-kwalificatie № 614 «onderlinge duels» 19:45 uur | John Hartson 25' (pen.) Robert Earnshaw 90' |       | 4' Zvonimir Vukić 81' Savo Milošević 87' Danijel Ljuboja | Millennium Stadium, Cardiff Toeschouwers: 72.500 Scheidsrechter: Fritz Stuchlik (AUT) |

|                                                                  |                                                                                   |       |                                                        |                                                                                    |
| 16 november Vriendschappelijk № 615 «onderlinge duels» 17:15 uur | Polen                                                                             | 4 – 3 | Servië en M.                                           | Stadion Polonii, Warschau Toeschouwers: 9.000 Scheidsrechter: Michael Weiner (GER) |
| 16 november Vriendschappelijk № 615 «onderlinge duels» 17:15 uur | Andrzej Niedzielan 27' Grzegorz Rasiak 30' Kamil Kosowski 73' Maciej Żurawski 82' |       | 70' Dejan Stanković 78' Zvonimir Vukić 87' Ivica Iliev | Stadion Polonii, Warschau Toeschouwers: 9.000 Scheidsrechter: Michael Weiner (GER) |

## FIFA-wereldranglijst
| JAN | FEB | MAR | APR | MEI | JUN | JUL | AUG | SEP | OKT | NOV | DEC |
| --- | --- | --- | --- | --- | --- | --- | --- | --- | --- | --- | --- |
| 19  | 19  | 20  | 22  | 22  | 27  | 33  | 29  | 35  | 32  | 36  | 41  |

## Statistieken
| Dragoslav Jevrić   | 1974-07-08 | Vitesse             | 9 | 0 | 0 |  |  |
| Dragan Žilić       | 1974-12-14 | Sartid Smederevo    | 1 | 3 | 0 |  |  |
| Verdediging        |            |                     |   |   |   |  |  |
| Mladen Krstajić    | 1974-03-04 | Werder Bremen       | 6 | 1 | 0 |  |  |
| Zoran Mirković     | 1971-09-20 | Partizan Belgrado   | 5 | 0 | 0 |  |  |
| Goran Gavrančić    | 1978-08-02 | Dynamo Kiev         | 4 | 0 | 0 |  |  |
| Nenad Djordjević   | 1979-08-07 | Partizan Belgrado   | 4 | 2 | 0 |  |  |
| Dejan Stefanović   | 1974-10-28 | Portsmouth FC       | 4 | 0 | 0 |  |  |
| Nikola Malbaša     | 1977-09-12 | Partizan Belgrado   | 3 | 2 | 0 |  |  |
| Milivoje Ćirković  | 1977-04-14 | Partizan Belgrado   | 3 | 0 | 0 |  |  |
| Ivica Dragutinović | 1975-11-13 | Standard Luik       | 3 | 0 | 0 |  |  |
| Nemanja Vidić      | 1981-10-21 | Rode Ster Belgrado  | 3 | 0 | 0 |  |  |
| Goran Bunjevčević  | 1973-02-17 | Tottenham Hotspur   | 2 | 0 | 0 |  |  |
| Boban Dmitrović    | 1972-04-02 | Sturm Graz          | 2 | 0 | 0 |  |  |
| Milan Dudić        | 1979-11-01 | Rode Ster Belgrado  | 2 | 0 | 0 |  |  |
| Dragan Šarac       | 1975-09-27 | Rode Ster Belgrado  | 2 | 0 | 0 |  |  |
| Zoran Njeguš       | 1973-06-25 | Sevilla FC          | 1 | 1 | 0 |  |  |
| Siniša Mihajlović  | 1969-02-20 | Lazio Roma          | 1 | 0 | 0 |  |  |
| Predrag Ocokoljić  | 1977-07-29 | Toulouse FC         | 1 | 0 | 0 |  |  |
| Middenveld         |            |                     |   |   |   |  |  |
| Zvonimir Vukić     | 1979-07-19 | Shakhtar Donetsk    | 7 | 1 | 2 |  |  |
| Branko Bošković    | 1980-06-21 | Paris Saint-Germain | 3 | 4 | 2 |  |  |
| Dragan Mladenović  | 1976-02-16 | Rode Ster Belgrado  | 4 | 0 | 1 |  |  |
| Dejan Stanković    | 1978-09-11 | Internazionale      | 4 | 0 | 0 |  |  |
| Igor Duljaj        | 1979-10-29 | Shakhtar Donetsk    | 3 | 3 | 0 |  |  |
| Nenad Kovačević    | 1980-11-11 | Rode Ster Belgrado  | 2 | 2 | 0 |  |  |
| Goran Trobok       | 1974-09-06 | Spartak Moskou      | 2 | 1 | 0 |  |  |
| Nikola Lazetić     | 1978-02-09 | AC Siena            | 1 | 2 | 1 |  |  |
| Saša Ilić          | 1977-12-30 | Celta de Vigo       | 3 | 1 | 1 |  |  |
| Predrag Djordjević | 1972-08-04 | Olympiakos Piraeus  | 1 | 1 | 0 |  |  |
| Slobodan Marković  | 1978-11-09 | Metaloerh Donetsk   | 1 | 1 | 1 |  |  |
| Nenad Brnović      | 1980-01-18 | Zeta Golubovci      | 0 | 5 | 0 |  |  |
| Jovan Markoski     | 1980-06-23 | Železnik Belgrado   | 0 | 1 | 0 |  |  |
| Marjan Marković    | 1981-09-28 | Rode Ster Belgrado  | 0 | 1 | 0 |  |  |
| Aanval             |            |                     |   |   |   |  |  |
| Savo Milošević     | 1973-09-01 | Celta de Vigo       | 6 | 3 | 1 |  |  |
| Darko Kovačević    | 1973-11-18 | Real Sociedad       | 7 | 1 | 1 |  |  |
| Mateja Kežman      | 1979-04-12 | PSV Eindhoven       | 4 | 0 | 0 |  |  |
| Predrag Mijatović  | 1969-01-19 | Levante UD          | 3 | 2 | 1 |  |  |
| Nenad Jestrović    | 1976-05-09 | RSC Anderlecht      | 2 | 1 | 1 |  |  |
| Danijel Ljuboja    | 1978-09-04 | Paris Saint-Germain | 0 | 4 | 1 |  |  |
| Ivica Iliev        | 1979-10-27 | Partizan Belgrado   | 0 | 2 | 1 |  |  |
| Marko Pantelić     | 1978-09-15 | Rode Ster Belgrado  | 0 | 1 | 0 |  |  |

FSJ · A-internationals · Bondscoaches · Selecties · Joegoslavisch vrouwenelftal · Joegoslavië U21 · Joegoslavië U19 · Joegoslavië U18 · Joegoslavië U17 · Joegoslavië U16
1920 – 1929 ·
1930 – 1939 ·
1940 – 1949 ·
1950 – 1959 ·
1960 – 1969 ·
1970 – 1979 ·
1980 – 1989 ·
1990 – 1999 ·
2000 – 2002
EK 1960 · 
EK 1968 · 
EK 1976 · 
EK 1984 · 
EK 2000
WK 1930 · 
WK 1950 · 
WK 1954 · 
WK 1958 · 
WK 1962 · 
WK 1974 · 
WK 1982 · 
WK 1990 · 
WK 1998 · 
OS 1920 · 
OS 1924 · 
OS 1928 · 
OS 1948 · 
OS 1952 · 
OS 1956 · 
OS 1960 · 
OS 1980 · 
OS 1984 · 
OS 1988
1920 · 
1921 · 
1922 · 
1923 · 
1924 · 
1925 · 
1926 · 
1927 · 
1928 · 
1929 · 
1930 · 
1931 · 
1932 · 
1933 · 
1934 · 
1935 · 
1936 · 
1937 · 
1938 · 
1939 · 
1940 · 
1941 · 
1942 · 1943 · 1944 · 1945 · 
1946 · 
1947 · 
1948 · 
1949 · 
1950 · 
1952 · 
1952 · 
1953 · 
1954 · 
1955 · 
1956 · 
1957 · 
1958 · 
1959 · 
1960 · 
1961 · 
1962 · 
1963 · 
1964 · 
1965 · 
1966 · 
1967 · 
1968 · 
1969 · 
1970 · 
1971 · 
1972 · 
1973 · 
1974 · 
1975 · 
1976 · 
1977 · 
1978 · 
1979 · 
1980 · 
1981 · 
1982 · 
1983 · 
1984 · 
1985 · 
1986 · 
1987 · 
1988 · 
1989 · 
1990 · 
1991 · 
1992 · 
1993 · 
1994 · 
1995 · 
1996 · 
1997 · 
1998 · 
1999 · 
2000 · 
2001 · 
2002 · 
Albanië ·
Algerije ·
Argentinië ·
Bangladesh ·
België ·
Bolivia ·
Bosnië en Herzegovina · 
Brazilië ·
Bulgarije ·
Canada ·
Chili ·
China ·
Colombia ·
Congo-Kinshasa ·
Costa Rica ·
Cyprus ·
Denemarken ·
DDR ·
Duitsland ·
Ecuador ·
Egypte ·
El Salvador · 
Engeland ·
Ethiopië ·
Faeröer ·
Finland ·
Frankrijk ·
Ghana · 
Griekenland ·
Honduras ·
Hongarije ·
Hongkong ·
Ierland ·
Indonesië ·
Iran ·
Israël ·
Italië ·
Japan ·
Kroatië ·
Luxemburg ·
Malta ·
Marokko ·
Mexico ·
Nederland ·
Nigeria ·
Noord-Ierland ·
Noord-Macedonië ·
Noorwegen ·
Oekraïne ·
Oostenrijk ·
Paraguay ·
Peru · 
Polen ·
Portugal ·
Roemenië ·
Rusland ·
Saarland ·
Schotland ·
Slovenië ·
Slowakije ·
Sovjet-Unie ·
Spanje ·
Tsjechië ·
Tsjecho-Slowakije ·
Tunesië ·
Turkije ·
Uruguay ·
Venezuela ·
Verenigde Arabische Emiraten ·
Verenigde Staten ·
Wales ·
Zuid-Korea ·
Zweden ·
Zwitserland
FSSCG · A-internationals · Bondscoaches · Vrouwenelftal van Servië en Montenegro · Servië en Montenegro U19 · Servië en Montenegro U17
2003 – 2006
WK 2006
OS 2004
2003 · 
2004 · 
2005 · 
2006
Argentinië ·
Azerbeidzjan ·
België ·
Bosnië en Herzegovina ·
Bulgarije ·
China ·
Duitsland ·
Engeland ·
Faeröer ·
Finland ·
Italië ·
Ivoorkust ·
Japan ·
Litouwen ·
Nederland ·
Noord-Ierland ·
Noorwegen ·
Oekraïne ·
Polen ·
San Marino ·
Slovenië ·
Slowakije ·
Spanje ·
Tunesië ·
Uruguay ·
Wales ·
Zuid-Korea
Argentinië (2006) · 
Ivoorkust (2006) · 
Nederland (2006)